# Canton Turgovia
Il Canton Turgovia (in tedesco Kanton Thurgau) è un cantone della Svizzera. È situato nella parte nord-est della Svizzera. La sua capitale è Frauenfeld.

## Geografia fisica
A nord il cantone è limitato dal Lago di Costanza, oltre il quale si trova la Germania (Land Baden-Württemberg). Il fiume Reno costituisce il confine nord-occidentale. A sud si trova il Canton San Gallo; a ovest il Canton Zurigo e il Canton Sciaffusa.

Nel territorio del Cantone è presente una apparente exclave di Horn, divisa dal Lago di Costanza.
L'area del cantone è di 991 km² e viene comunemente divisa in tre masse collinari. Una di queste si distende lungo la costa del lago di Costanza, nella parte nord. Un'altra è posta più all'interno, tra il fiume Thur e il fiume Murg. La terza forma il confine meridionale del cantone e si fonde con le montagne dell'Hörnli, nelle Prealpi.

## Storia
In tempi preistorici le terre del cantone erano abitate da popolazioni della cultura Pfyn, che si erano insediate sul lago di Costanza. Durante l'epoca romana il cantone era parte della Provincia della Raetia fino al 450.
Alla caduta dell'Impero romano gli Alemanni s'insediarono nel territorio.
Fu solo nell'VIII secolo che il cantone divenne un'entità politica simile a quella oggi conosciuta. A quel tempo, comunque, i confini non erano così chiaramente definiti e variavano spesso. Complessivamente, la dimensione del Canton Turgovia era superiore, ma durante il Medioevo, il cantone si ridusse di dimensioni. 
I duchi di Zähringen ed i conti di Kyburg governarono gran parte del territorio. 
Quando nel 1264 la dinastia dei Kyburg si estinse, furono gli Asburgo a succedere nel dominio del territorio.La Confederazione Elvetica, alleata con dieci giurisdizioni dell'ex Toggenburg, conquistò agli Asburgo le terre del Canton Turgovia nel 1460. 
Nel 1798 i territori di Turgovia per la prima volta divennero Cantone, come parte della Repubblica Elvetica. Nel 1803 il Canton Turgovia divenne membro della Confederazione Svizzera. L'attuale costituzione cantonale risale al 1869.

## Economia
Il Canton Turgovia è noto per la sua buona produzione agricola. In particolare mele, pere, frutta e verdura sono rinomati. I molti meleti del cantone sono utilizzati per la produzione di sidro. Il vino viene prodotto nella valle del Thur.
Anche l'industria è presente nel Canton Turgovia. Le industrie principali sono quelle della stampa, del tessile e della manifattura. Le piccole e medie imprese sono importanti per l'economia cantonale. Molte di queste sono concentrate attorno alla capitale.

## Società

### Evoluzione demografica
La popolazione è in prevalenza di lingua tedesca. Circa due terzi della popolazione sono protestanti, mentre gran parte dei rimanenti sono cattolici.
| %     | Ripartizione linguistica (gruppi principali) |
| ----- | -------------------------------------------- |
| 88,5% | madrelingua tedesca                          |
| 2,8%  | madrelingua italiana                         |
| 2,2%  | madrelingua albanese                         |

## Geografia antropica

### Suddivisioni amministrative

#### Distretti
Il Canton Turgovia è suddiviso in cinque distretti, ognuno dei quali prende il nome dal capoluogo:
- Distretto di Arbon, con capoluogo Arbon
- Distretto di Frauenfeld, con capoluogo Frauenfeld
- Distretto di Kreuzlingen, con capoluogo Kreuzlingen
- Distretto di Münchwilen, con capoluogo Münchwilen
- Distretto di Weinfelden, con capoluogo Weinfelden

Fino al 2010 esistevano altri tre distretti, poi soppressi: Distretto di Bischofszell (con capoluogo Bischofszell), Distretto di Diessenhofen (con capoluogo Diessenhofen) e Distretto di Steckborn (con capoluogo Steckborn).

#### Comuni
I comuni del Canton Turgovia sono 80: Aadorf, Affeltrangen, Altnau, Amlikon-Bissegg, Amriswil, Arbon, Basadingen-Schlattingen, Berg, Berlingen, Bettwiesen, Bichelsee-Balterswil, Birwinken, Bischofszell, Bottighofen, Braunau, Bürglen, Bussnang, Diessenhofen, Dozwil, Egnach, Erlen, Ermatingen, Eschenz, Eschlikon, Felben-Wellhausen, Fischingen, Frauenfeld, Gachnang, Gottlieben, Güttingen, Hauptwil-Gottshaus, Hefenhofen, Herdern, Hohentannen, Homburg, Horn, Hüttlingen, Hüttwilen, Kemmental, Kesswil, Kradolf-Schönenberg, Kreuzlingen, Langrickenbach, Lengwil, Lommis, Mammern, Märstetten, Matzingen, Müllheim, Münchwilen, Münsterlingen, Neunforn, Pfyn, Raperswilen, Rickenbach, Roggwil, Romanshorn, Salenstein, Salmsach, Schlatt, Schönholzerswilen, Sirnach, Sommeri, Steckborn, Stettfurt, Sulgen, Tägerwilen, Thundorf, Tobel-Tägerschen, Uesslingen-Buch, Uttwil, Wagenhausen, Wäldi, Wängi, Warth-Weiningen, Weinfelden, Wigoltingen, Wilen, Wuppenau, Zihlschlacht-Sitterdorf.